# Ключ 173
Ключ 173 (трад. и упр. 雨) — ключ Канси со значением «дождь»; один из девяти, состоящих из восьми штрихов.
В словаре Канси есть 298 символов (из 49 030), которые можно найти c этим радикалом.

## История
Древняя идеограмма дождя изображала капли воды, падающие с неба. Таким образом появился иероглиф, который также используется в переносном смысле «ручьи», «потоки».
Это сильный ключевой знак, который обычно располагается в верхней части иероглифов в несколько сжатом виде, например, как в иероглифе 霏.
В идеограммах он обозначает нечто падающее с неба или связанное с влагой, снегом, паром или облаком.

Вид в Цзягувэнь
Вид в большой печати Чжуаньшу
Вид в малой печати Чжуаньшу

В словарях находится под номером 173.

## Примеры иероглифов
| Доп. штрихи | Иероглифы                                 |
| ----------- | ----------------------------------------- |
| 0           | 雨 ⻗                                     |
| 3           | 雩 雪 雫                                  |
| 4           | 雬 雭 雮 雰 雱 雲 雯 靊                   |
| 5           | 雳 雴 零 雷 雸 雹 雺 電 雵 雼 雽          |
| 6           | 雾 需 雿                                  |
| 7           | 霁 霂 霄 霅 霆 震 霈 霉 霊 膤             |
| 8           | 霃 霋 霍 霎 霏 霐 霑 霒 霓 霔 霕 霖 霗 霘 |
| 9           | 霙 霌 霚 霜 霝 霞 霟 霠 霡 霢 霣 艝       |
| 10          | 霤 霛 轌                                  |
| 11          | 霥 霧 霦 霨 霪 霩 霫 霬                   |
| 12          | 霭 霮 霰 霯 霳 霱                         |
| 13          | 露 霴 霵 霶 霸 霹 霷                      |
| 14          | 霻 霺 霽 霾 霼 霿                         |
| 15          | 靀                                        |
| 16          | 靂 靃 靄 靅 靆 靇 靈                      |
| 17          | 靉 醽                                     |
| 18          | 靁                                        |
| 19          | 靋 靌                                     |
| 24          | 欞                                        |
| 28          | 爧                                        |
| 31          | 靐                                        |
| 33          | 龗                                        |
| 44          | 䨻                                        |
| 48          | 𩇔                                        |
| 84          | 𱁬                                        |

- Примечание: Ваш браузер может отображать иероглифы неправильно.